# Feldborg Kirke
Feldborg Kirke er en kirke i landsbyen Feldborg, beliggende i Feldborg Sogn.
Kirken er grundlagt i 1890, hvor der blev kautioneret for bygningen af et kapel, hvorefter det i 1934 blev overdraget til Folkekirken.
Tårnet blev bygget i 1962, hvor kirken samtidig blev restaureret. Alterpartiet og prædikestolen er fra 1973, og vægtæpperne fra kirkens 100-års jubilæum i 1990.
I 2012 blev kirken tilført midler til en større ombygning, hvor sidevinduerne blev isat glasmosaik og koret udvidet med to karnapper i glaskunst, med motiver fra henholdsvis Det Gamle- og Nye Testamente udført af Adi Holzer.